# Hieronymus Dürer
Hieronymus Dürer (* Dezember 1641 in Glückstadt; † 6. Juli 1704 in Osnabrück) war ein  Theologe und Superintendent in Osnabrück.

## Leben
Hieronymus Dürer war ein Urenkel des deutschen Renaissancemalers Hans Dürer. Er studierte ab 1662 in Leipzig Theologie und war nach Beendigung des Studiums als Hauslehrer in Hamburg tätig. Während dieser Zeit verfasste er sein bedeutendstes Werk, den moralisierenden Unterhaltungsroman Lauf der Welt und Spiel des Glücks, der 1668 erstmals in Hamburg erschien und so erfolgreich war, dass er in den Folgejahren mehrmals neu aufgelegt wurde.
Ab 1674 war Dürer Pastor in Haarlem in den Niederlanden. Am 19. Februar 1685 wurde er auf die erste Predigerstelle an St. Katharinen in Osnabrück berufen. 1687 stieg er zum Superintendenten auf. Er wurde als „cholerisch“ beurteilt.
Neben seinem erfolgreichen Roman verfasste Dürer auch eine Reihe von erbaulichen, religiösen und pastoralen Schriften wie Lehr und Trostreiche Sterbens-Gedancken (1678), Hoffnung Israels (1698), Das Geheimniß des Reiches Jesu Christi (1701) und Gläubiger Christen Wahrer Hertzens-Trost (1702).